# Chutes de Dipipii
Les chutes de Dipipii sont situées dans la région du Centre au Cameroun, sur le Nyong, à 26 km d’Éséka. 